# 日茲諾米爾
49°1′55″N 25°22′56″E / 49.03194°N 25.38222°E
日茲諾米爾（羅馬化：Zhyznomyr）是位於烏克蘭西部特諾皮爾州喬爾特基夫區布恰奇市鎮的村莊，面積42.6平方公里，海拔高度324米，2024年人口1,400，人口密度每平方公里388人。